# Y.A.P.P.Y.
Y.A.P.P.Y.（ヤッピー）は、読売テレビで放送されていた深夜番組で単発特別番組枠。隔週金曜日深夜（土曜日未明）1時25分 - 2時25分（90分の場合は2時55分）まで放送。2008年3月までは隔週土曜日深夜（日曜日未明）0時50分 - 1時50分（90分の場合は2時20分）までだった。ただし毎月最終週は『月刊サッカーアース』放送のため、放送時間が30分繰り下がる（特別番組の編成や『金曜ロードショー』の放送時間拡大等で、遅延される場合もある）。2008年10月より、30分遅延した。
企画内容も同様に、読売テレビの番組スタッフが新たな番組を持つべく、面白い企画を持ち込み、放送するものである。番組タイトルの『Y.A.P.P.Y.』とは、元々で言うと「YTV Attractive Program Project fou youth」である。

## 主なコンテンツ

### 自社制作番組
- 西田二郎の無添加ですよ!（※現在継続中）
- 史上最強の恋愛ドリル（※現在継続中）
- 笑いの超新星
- 開校!黒田アカデミー
- 賢者の行進〜宮崎哲弥・橋下徹・金村義明のそこまで遊んで委員会〜（2004年6月26日放送）
- ムッチャDOLL箱 乙女の祈り（2005年2月20日、2005年3月20日放送）
- なるトモ!女の子だけ集まっちゃいましたSP（2005年11月5日放送）
- 現代用語の基礎体力（2008年2月16日、2008年3月1日放送）1989 - 1990年制作作品のDVD-BOX発売に併せて放送。
- 現代用語のムイミダス ぶっとい広辞苑（2008年3月8日、2008年3月15日放送） 1988 - 1991年制作の週刊テレビ広辞苑、現代用語の基礎体力、ムイミダス、未確認飛行ぶっとい各作品を元にした新作DVD-BOX発売に併せて放送。

### サタデーバリューフィーバー（前：バリューナイトフィーバー）
- PARTY6
- 太田光の私が総理大臣になったら…秘書田中。
- いい男はマーケティングで見つかる
- 次長課長のすごい奴ら伝
- こちら芸能特捜刑事!
- 押忍!ツッパリおとこ組
- THE★歌ゲー将軍
- SAMURAI5

但し、Y.A.P.P.Y.内で放送されたのは#2（2006年2月4日放送分（関東地区））のみ

### その他
- プリズン・ブレイク（2007年4月7日 - 5月6日）

## 関連の番組
- バリューナイトフィーバー
- サタデーバリューフィーバー
- 大キングコング 情熱!しゃべり隊!!（2007年4月28日から2009年3月28日まで毎月第4土曜日放送）
- 平成紅梅亭＜月1回の放送。放送日時を火曜日深夜（日付上水曜日未明）に移動して、現在も放送中＞